# Pallone d'oro 1961

L'oriundo Omar Sívori, vincitore del Pallone d'oro 1961.

L'edizione 1961 del Pallone d'oro, 6ª edizione del premio calcistico istituito dalla rivista francese France Football, fu vinta dall'italo-argentino Omar Sívori (Juventus), primo calciatore militante del campionato italiano di Serie A ad aggiudicarne il trofeo.
I giurati che votarono furono 19, provenienti da Austria, Belgio, Bulgaria, Cecoslovacchia, Francia, Germania Ovest, Grecia, Inghilterra, Italia, Jugoslavia, Paesi Bassi, Polonia, Portogallo, Spagna, Svezia, Svizzera, Turchia, Ungheria e Unione Sovietica.